# Autonom region
Autonomt område er en betegnelse for et geografisk område med hel eller delvis uafhængighed af statslige myndigheder.